# Carnegiea gigantea
Il saguaro (Carnegiea gigantea (Engelm.) Britton & Rose, 1908) è una pianta succulenta di grandi dimensioni che cresce nel deserto di Sonora, nel sud dell'Arizona, e nell'area adiacente del Messico. Viene indicato anche con i nomi di cactus a candelabro e cactus gigante. È l'unica specie del genere Carnegiea. Il saguaro, il cui fiore è il simbolo dell'Arizona, ebbe questo nome per ricordare Andrew Carnegie (1835-1919), industriale e filantropo statunitense.

## Descrizione

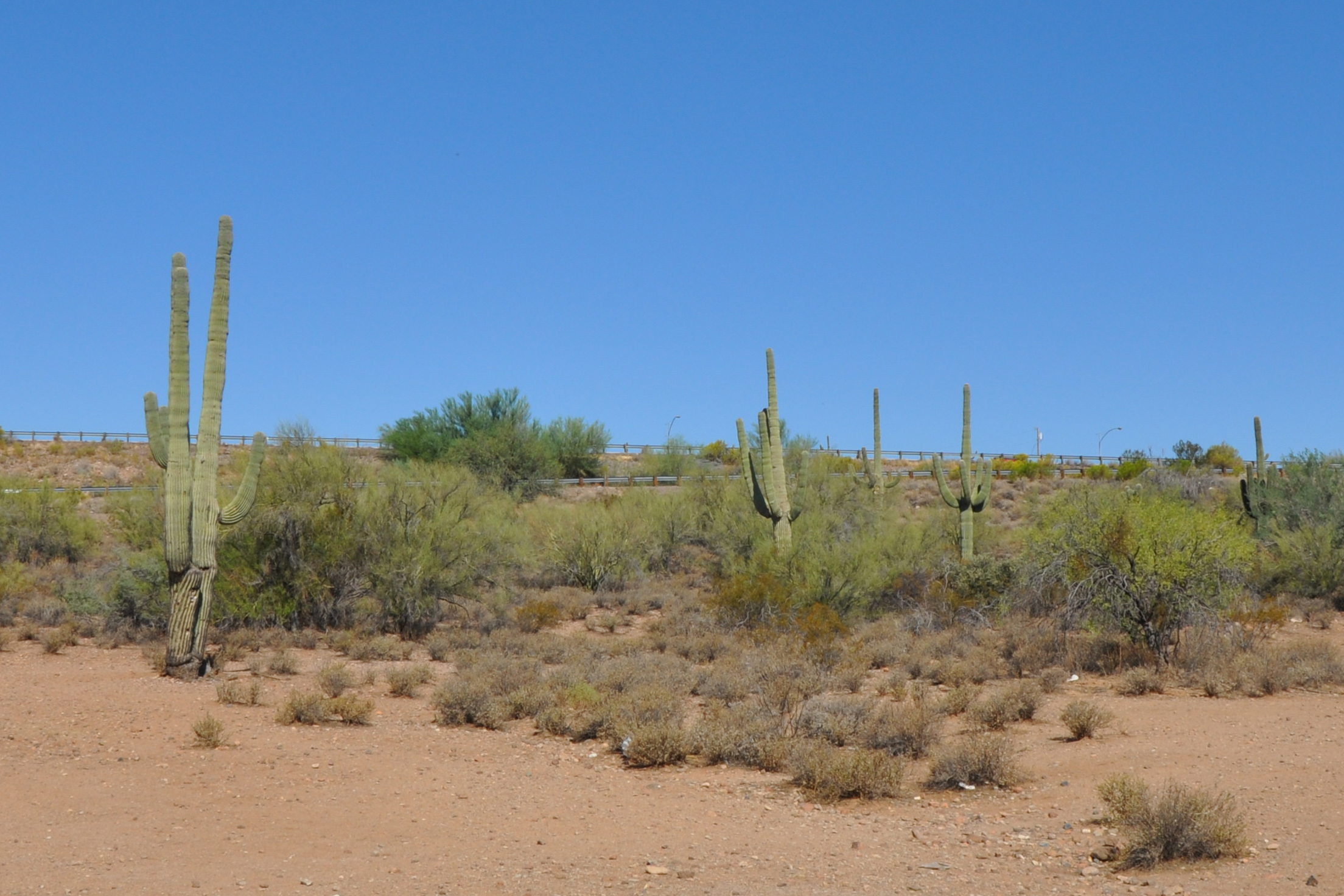
Saguari nel deserto di Sonora

I saguari hanno tronco verde carnoso e colonnare, con alcune ramificazioni e con l'aspetto tipico dei cactus. Il tronco ha crescita molto lenta - la prima ramificazione richiede anche 75 anni - ma può raggiungere altezze imponenti. Il saguaro più alto esistente oggi supera i 15 m di altezza e i 3 m di circonferenza. Le foglie sono ridotte a piccole spine. I fiori sbocciano di notte ad aprile o maggio e vengono impollinati da pipistrelli, insetti e uccelli. I frutti maturano alla fine di giugno, sono rossi e succosi.
Subito dopo le rare piogge le radici poco profonde del saguaro raccolgono tutta l'acqua possibile. Le pieghe del corpo sono fatte in modo da contenere l'acqua, il fusto quindi si gonfia in modo notevole ed arriva a contenere anche 5 tonnellate di acqua per sopravvivere fino alla pioggia successiva. Così gonfio il saguaro sembra quasi una pianta diversa da quella iniziale.
I saguari possono vivere fino a 300 anni.

## Conservazione
Una parte del deserto di Sonora è stata eretta a monumento nazionale fin dal 1933 e a parco nazionale dal 1994. Non a caso, il parco si chiama Saguaro National Park.

## Altre informazioni

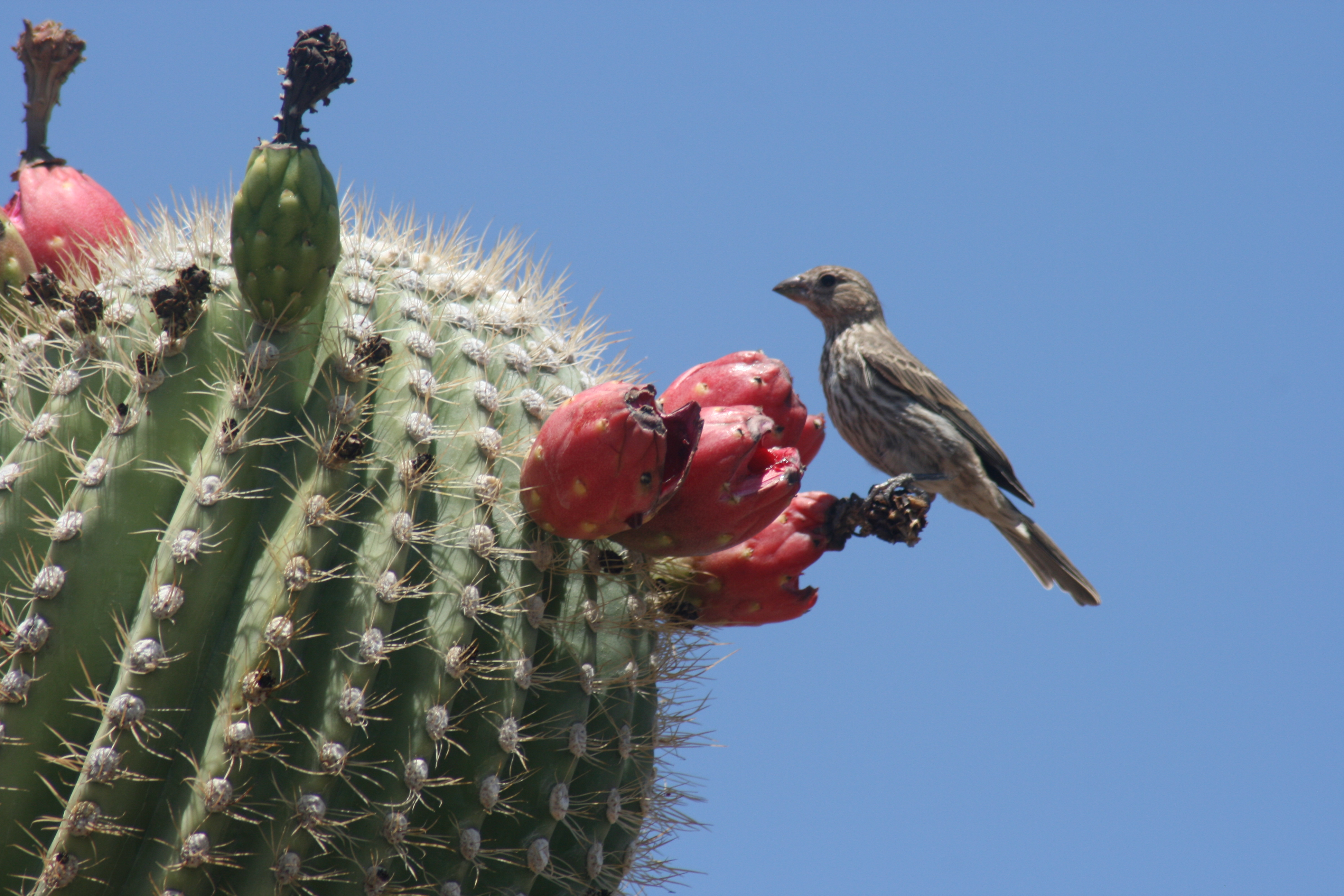
Frutti del saguaro

Alcune specie di picchi scavano dei buchi nei saguari per nidificare. Poiché ogni anno creano nuovi nidi, i buchi abbandonati vengono usati da altri animali, soprattutto uccelli notturni.
Per centinaia di anni gli abitanti del deserto di Sonora hanno fatto uso dei prodotti naturali del saguaro. Nell'estate il saguaro produce una messe copiosa di frutti succosi simili a fichi. Gli indiani Tohono O'Odham utilizzavano grandi pali per raccogliere questi frutti con cui preparavano marmellate, sciroppi e vino per le cerimonie religiose. Il saguaro dava inoltre ai Tohono O'Odham semi edibili e costole di legno per costruire ripari e recinti.
Il saguaro, a differenza di quanto solitamente si crede, necessita di un certo tasso di umidità nell'aria. Questo stimola la pianta anche alla creazione delle note ramificazioni. Il saguaro contiene alcaloidi psicoattivi, la carnegina e l'arizonina.
In Europa è possibile ammirare un saguaro di grandi dimensioni presso l'orto botanico di Palermo e all'ingresso del giardino botanico dell'isola di Maiorca.